# Anatomie de l'amant de ma femme
Anatomie de l'amant de ma femme est le premier roman de Raphaël Rupert paru le 28 août 2018 aux éditions L'Arbre vengeur et ayant reçu la même année le prix de Flore,.

## Éditions
- Éditions L'Arbre vengeur[3], 2018  (ISBN 979-10-91504-92-8).